# Mihail Kalinin
Mihail Ivanovici Kalinin (rusă Михаи́л Ив́анович Кали́нин; n. 7/19 noiembrie 1875, Verkhnaya Troitsa⁠(d), Korchevskoy Uyezd⁠(d), Gubernia Tver⁠(d), Imperiul Rus – d. 3 iunie 1946, Moscova, RSFS Rusă, URSS) a fost un revoluționar bolșevic și politician sovietic.

## Biografie

### Viață timpurie
S-a născut într-o familie țărănească din Verhniaia Troița (Верхняя Троица), gubernia Tverskaia, Rusia. S-a mutat în Sankt Peterburg în 1889 și a devenit muncitor metalurg. În 1898 a intrat în rândurile Partidul Social Democrat al Muncii din Rusia (РС-ДРП).

### Din 1917
Din martie 1919 până în 1938 a fost Președintele Comitetului Executiv Unional, șeful oficial al statului, denumirea neoficială fiind aceea de „căpetenia întregii uniuni” (rusă всесоюзный староста). Titlul a fost schimbat mai târziu în Președintele Prezidului Sovietului Suprem. Kalinin a rămas șef al statului până în 1946. Kalinin a fost membru supleant al Politburo din 1919 până în 1925, când a devenit membru plin. A rămas membru până în 1946.

### Timpurile Marii Epurări Sovietice
În timpul Marii Epurări, mulți cetățeni i-au scris lui Kalinin petiții în care era cerută reconsiderarea soartei unor condamnați. Intervențiile lui Kalinin au fost de ajutor condamnaților, ceea ce i-au adus supranumele de „Kalinin, bunicul binevoitor” (în timp ce Stalin era „părintele drag” al tuturor cetățenilor sovietici). În același timp însă, Kalinin, alături de alți membri ai Politburo-ului, semna liste care aprobau execuțiile individuale sau de grup (precum cele care autorizau masacrul de la Katyn).

### Retragere din viața politică
S-a retras din viața publică în 1946 și a murit la scurtă vreme după aceea la Moscova. A fost îngropat în necropola de la Zidul Kremlinului. Orașul Tver a purtat numele politicianului sovietic din 1931 până în 1990. Fostul oraș german din Prusia Răsăriteană Königsberg, cucerit în 1945 de Armata Roșie și încorporat în Uniunea Sovietică, a fost redenumit Kaliningrad în onoarea sa.